# River Tyne (South Esk River)
Der River Tyne ist ein rechter Nebenfluss des South Esk River im Nordosten der zu Australien gehörenden Insel Tasmanien.

## Geografie

### Flusslauf
Der rund 16 Kilometer lange Fluss entspringt an den Nordhängen des Three O’Clock Hills, einem Berg östlich des Ben-Lomond-Nationalparks, etwa 54 Kilometer ostnordöstlich von Launceston. Von dort fließt er nach Norden durch vollkommen unbesiedeltes Gebiet und mündet ungefähr neun Kilometer östlich von Upper Esk in den South Esk River.

### Nebenflüsse mit Mündungshöhen
Nebenflüsse des River Tyne sind:
- Tims Creek – 345 m
- Joy Creek – 329 m